# Antipatrida-dinasztia
Az Antipatrida-dinasztia (Antipatridák) vagy Kasszandrosz-dinasztia egy ókori makedóniai uralkodóház.

## Története
A család az Argoszi-dinasztia kihalása (i. e. 309) idején emelkedett fel, első uralkodója Kasszandrosz, Antipatrosz fia volt. Kasszandrosz i. e. 305-től viselte a királyi címet a rivális Antigonida-dinasztia tagjaival párhuzamosan. Kasszandrosz halála (i. e. 297) után 3 fia uralkodott, majd a családot az Antigonidák megfosztották trónjuktól. A zűrzavaros időszakban, i. e. 279-ben rövid időre még trónra jutott egy Antipatrida, de Makedóniát végül az Antigonidák tudták örökletes királyságként megszerezni.

## A dinasztia uralkodói
| Uralkodó                                        | Uralkodott          | Görög név          | Megjegyzés                                    |
| ----------------------------------------------- | ------------------- | ------------------ | --------------------------------------------- |
| Kasszandrosz (szül. i. e. 354)                  | i. e. 305–i. e. 297 | Κάσανδρος          |                                               |
| IV. Philipposz                                  | i. e. 297           | Φίλιππος Δʹ        | Kasszandrosz fia                              |
| I. Antipatrosz                                  | i. e. 297–i. e. 294 | Αντίπατρος Β'      | Kasszandrosz fia, V. Alexandrosz társkirálya. |
| V. Alexandrosz makedón király (szül. i. e. 332) | i. e. 297–i. e. 294 | Αλέξανδρος Ε'      | Kasszandrosz fia, Antipatrosz társkirálya.    |
| II. Antipatrosz Etésziasz                       | i. e. 279           | Ἀντίπατρος Ετησίας | Kasszandrosz unokatestvére.                   |

## További irodalom
- Uralkodók és dinasztiák: Kivonat az Encyclopædia Britannicából. Szerk. A. Fodor Ágnes – Gergely István – Nádori Attila – Sótyné Mercs Erzsébet – Széky János. Budapest: Magyar Világ. 2001.  ISBN 963 9075 12 4